# Cristian Alberto López
Cristian López (Cali, Valle del Cauca, Colombia; 31 de agosto de 1983) es un futbolista colombiano. Juega como delantero y su equipo actual es el Club Aurora de la Liga de Fútbol Profesional Boliviano.

## Clubes
| Club              | País     | Año           |
| ----------------- | -------- | ------------- |
| Real Cartagena    | Colombia | 2005          |
| Unión Magdalena   | Colombia | 2006          |
| América de Cali   | Colombia | 2006-2007     |
| Deportivo Pereira | Colombia | 2007-2008     |
| Cortuluá          | Colombia | 2008          |
| Club Aurora       | Bolivia  | 2009-RETIRADO |

2022 HUJMB